# Австралийские медноголовые змеи
Австралийские медноголовые змеи (лат. Austrelaps) — род змей из семейства аспидов, обитающий в Австралии.

## Описание
Общая длина представителей этого рода колеблется от 1,3 до 1,8 м. Голова короткая, морда вытянутая, слегка заострённая. Туловище толстое, коренастое, хвост умеренного размера. Окраска колеблется от жёлтого до красно-коричневого и сероватого цветов. Голова медно-красная, откуда и происходит название этих змей.
Яд довольно мощный и опасен для человека.

## Образ жизни
Населяют местности вблизи различных водоёмов. Хорошо плавают, охотясь на добычу как на суше, так и в воде. Активны днём, лишь в самые жаркие периоды — ночью. Питаются земноводными, мелкими пресмыкающимися.

## Размножение
Это яйцеживородящие змеи. Самки рождают 14-20 детёнышей длиной 20 см.

## Распространение
Являются эндемиками Австралии.

## Классификация
На сентябрь 2018 года в род включают 3 вида:
- Austrelaps labialis (Jan, 1859)
- Austrelaps ramsayi (Krefft, 1864)
- Austrelaps superbus (Günther, 1858) — Великолепная денисония, или великолепная австралийская медноголовая змея